# 1972年札幌オリンピックのスイス選手団
1972年札幌オリンピックのスイス選手団（1972ねんさっぽろオリンピックのスイスせんしゅだん）は、1972年2月3日から2月13日まで日本の北海道札幌市で開催された1972年札幌オリンピックのスイス選手団、およびその競技結果。

## 概要
今大会では金メダル4個、銀メダル3個、銅メダル3個の計10個のメダルを獲得した。
アルペンスキーでは、マリー＝テレース・ナディヒが女子大回転と女子滑降を制し、2冠を達成した。

## メダル
| メダル | 選手名                                                                                | 競技                   | 種目           |
| ------ | ------------------------------------------------------------------------------------- | ---------------------- | -------------- |
| 金     | ベルンハルト・ルッシ                                                                  | アルペンスキー         | 男子滑降       |
| 金     | マリー＝テレース・ナディヒ                                                            | アルペンスキー         | 女子大回転     |
| 金     | マリー＝テレース・ナディヒ                                                            | アルペンスキー         | 女子滑降       |
| 金     | ユアン・ウィッキ エディ・フーバッカー ハンス・レウテンエッガー ヴァルナー・カミヒェル | ボブスレー             | 男子4人乗り    |
| 銀     | ローラン・コロンバン                                                                  | アルペンスキー         | 男子滑降       |
| 銀     | エドムント・ブルグマン                                                                | アルペンスキー         | 男子大回転     |
| 銀     | ヴァルター・シュタイナー                                                              | スキージャンプ         | 男子ラージヒル |
| 銅     | ヴェルナー・マトレ                                                                    | アルペンスキー         | 男子大回転     |
| 銅     | ユアン・ウィッキ エディ・フーバッカー                                                 | ボブスレー             | 男子2人乗り    |
| 銅     | アルフレッド・ケーリン アルバート・ギーガー アロイス・ケーリン エドュアード・ハウザー | クロスカントリースキー | 男子リレー     |